# Farángi Trypitís
Farángi Trypitís är en ravin i Grekland.   Den ligger i regionen Kreta, i den södra delen av landet, 300 km söder om huvudstaden Aten. Farángi Trypitís ligger 472 meter över havet.
Terrängen runt Farángi Trypitís är bergig åt nordost, men åt sydväst är den kuperad. Havet är nära Farángi Trypitís söderut.  Närmaste större samhälle är Paleochora, 18,1 km väster om Farángi Trypitís. 